# Isochariesthes moucheti
Isochariesthes moucheti är en skalbaggsart som först beskrevs av Stefan von Breuning 1965.  Isochariesthes moucheti ingår i släktet Isochariesthes och familjen långhorningar. Inga underarter finns listade i Catalogue of Life.